# ذبابة البطيخ
ذبابة البطيخ أو باكتروسيرا القرعيات (الاسم العلمي: Bactrocera cucurbitae) هي أحد أنواع الحشرات تتبع فصيلة ذباب الفاكهة، رتبة ذوات الجناحين، وهي آفة زراعية خطيرة تصيب النباتات وتلحق بها أضرار بالغة.

## الوصف
يبلغ طول ذبابة البطيخ البالغة من 6 إلى 8 ملم، البيضة بيضاوية الشكل، يبلغ طولها حوالي 2 ملم، واليرقة لها شكل أسطواني مستطيلة الشكل، مع نهاية أمامية ضيقة منحنية، يتراوح طول يرقات الطور الأخير من 7.5 إلى 11.8 ملم، والعذراء يبلغ طولها حوالي 5 إلى 6 ملم.

## النمو

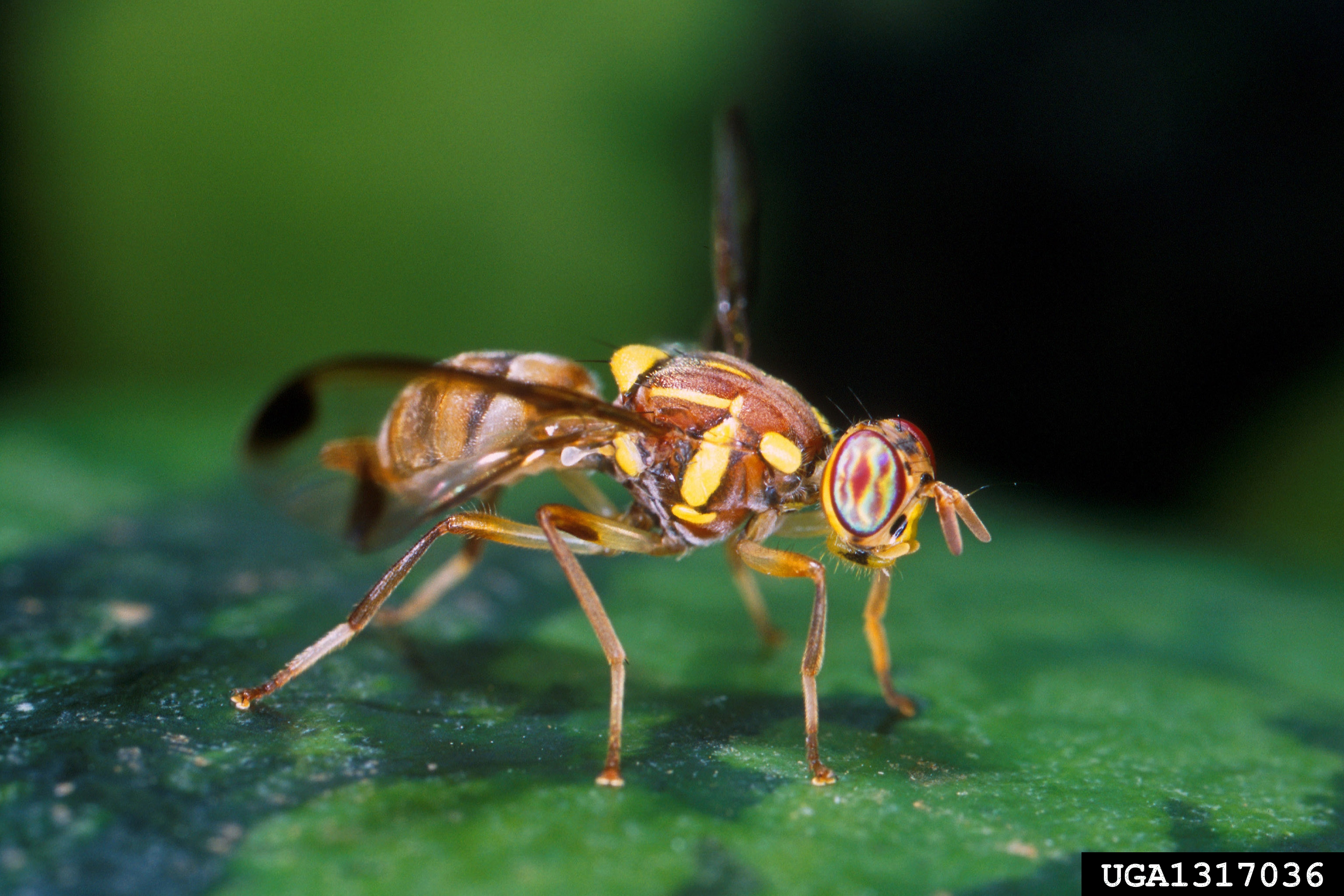
ذبابة البطيخ البالغة

تتراوح فترة النمو من البيضة إلى البلوغ من 12 إلى 28 يومًا، قد تضع الأنثى ما يصل إلى 1000 بيضة في الثمار الصغيرة بعمق 2-4 ملم، وتوضع أيضًا في سيقان النباتات وفي تجاويف تصنعها باستخدام أداة وضع البيض الحادة.

## البيئة والانتشار
يتواجد ذباب البطيخ على النباتات الأرضية الخضراء وفي الطقس الحار، وهي تطير في الصباح وبعد الظهر، تتغذى على عصائر الفاكهة المتحللة ورحيق الأزهار وبراز الطيور ونسغ النباتات.
موطنها الأصلي الهند وهاواي، وتنتشر في معظم البلدان، ويمكن العثور عليها في معظم أنحاء جنوب آسيا، والعديد من البلدان في إفريقيا، وبعض الجزر في المحيط الهادئ.

## الأضرار
تصيب ذباب البطيخ ما لا يقل عن 125 نوع من النبات، وتعد من الآفات الرئيسية لنبات البطيخ بكافة أنواعه والخيار والباذنجان والفاصوليا الخضراء والفلفل والقرع والطماطم والكوسا.
تعتبر ذبابة البطيخ أكثر الآفات تدميراً للبطيخ والمحاصيل الأخرى ذات الصلة، تحدث أضرار جسيمة لمحاصيل القرع قبل عقد الثمار كون اليرقات تتغذى على المحصول أثناء نموه.
يمكن لذبابة البطيخ مهاجمة الأزهار والسيقان وأنسجة الجذور والفواكه.

## المكافحة
الغير كيميائية: الطريقة الأولى هي استخدام غطاء واقٍ لتغليف الفاكهة أثناء نموها، الطريقة الثانية هي استخدام مصائد الطعم.
المكافحة الكيميائية: استخدام السموم في الطعوم وأماكن تواجد ذبابة البطيخ ورش المحاصيل.